# Paul Moreau de Tours
Paul Moreau dit « de Tours », né le 5 juillet 1844 à Ivry-sur-Seine, où il meurt le 29 décembre 1908, est un médecin aliéniste français. 

## Biographie

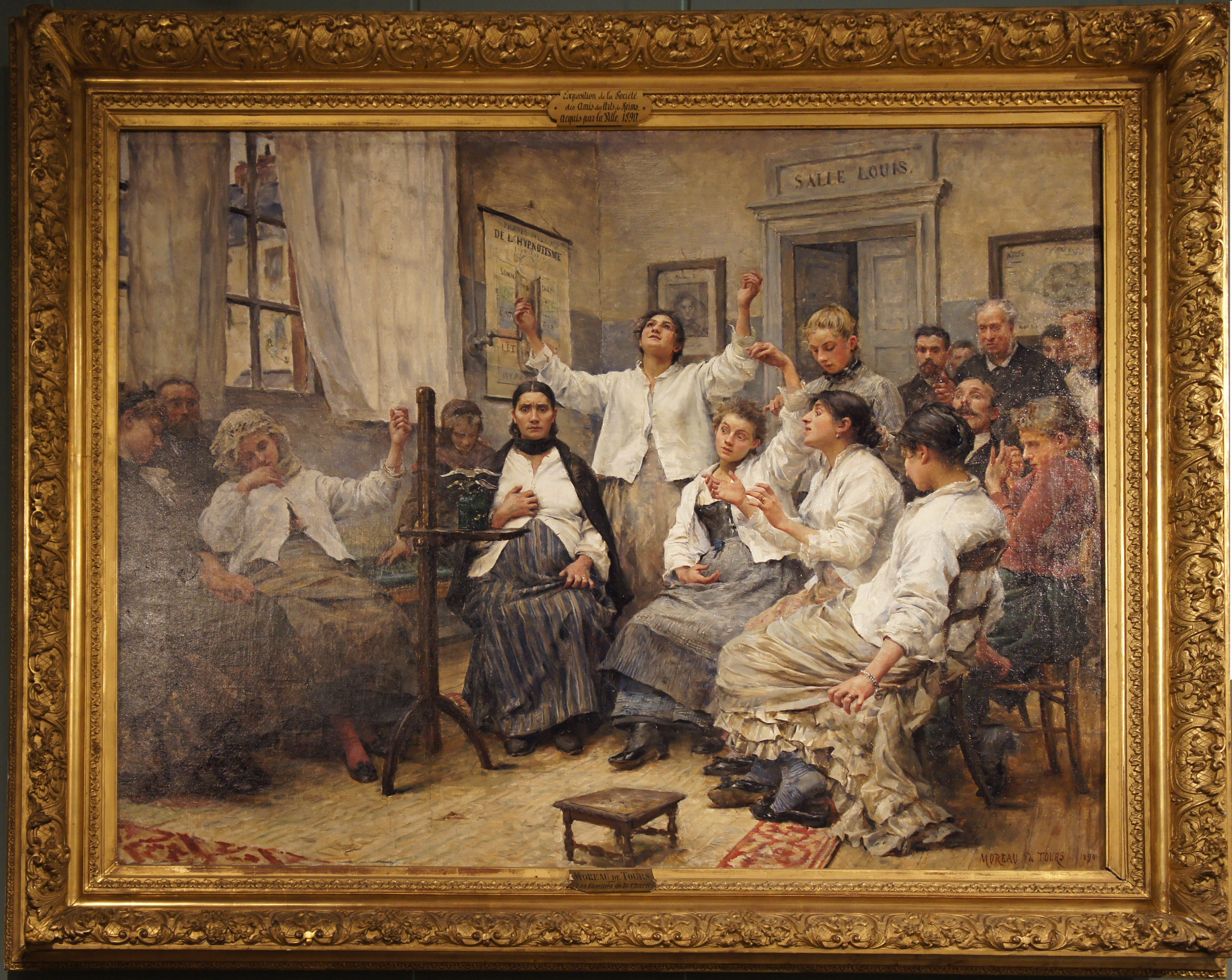
Hôpital de la Charité, Les Fascinées par Georges Moreau de Tours.

Fils du psychiatre Jacques Joseph Moreau de Tours, Paul Moreau fait ses études de médecine à Paris, où il soutient en 1875 une thèse de médecine intitulée De la contagion du suicide : à propos de l'épidémie actuelle. Il suit l'enseignement de son père à l'Hôpital de la Salpêtrière, et consacre sa carrière à la psychopathologie, à la criminologie et, plus généralement, aux comportements « déviants » (selon les critères de l’époque). Il est reconnu surtout pour un ouvrage sur la pathologie de l’instinct sexuel : Des aberrations du sens génésique (1880), une des premières études à tenter une approche générale du sujet.
Élu membre titulaire de la Société médico-psychologique le 15 mai 1877, il en devient président en 1895. Il succède à Jules Luys comme directeur de la maison de santé d’Ivry-sur-Seine, où il meurt à 64 ans.
Il est le frère du peintre Georges Moreau de Tours (1848-1901), auteur du tableau Les fascinés de la Charité représentant Jules Luys et Gérard Encausse.

## Œuvres
- De la contagion du suicide : à propos de l'épidémie actuelle, Paris, Parent, 1875 (lire en ligne)
- Des troubles intellectuels dus à l'intoxication lente par le gaz oxyde de carbone, Paris, Asselin, 1876 (lire en ligne)
- De la folie jalouse, Paris, Asselin, 1877 (lire en ligne)
- Des pseudo-guérisons dans les maladies réputées incurables, Paris, Parent, 1877
- De la démence dans ses rapports avec l'état normal des facultés intellectuelles et affectives, Paris, Asselin, 1878 (lire en ligne)
- Des aberrations du sens génésique, Paris, Asselin, 1880 (lire en ligne)
- De l'homicide commis par les enfants, Paris, Asselin, 1882 (lire en ligne)
- Fous et bouffons, étude physiologique, psychologique et historique, Paris, Baillière, 1885 (lire en ligne)
- De la folie chez les enfants, Paris, Baillière, 1888 (lire en ligne)
- Les Excentriques : étude psychologique et anecdotique, Paris, Société d'éditions scientifiques, 1894 (lire en ligne)
- Edgar Poe - Étude de psychologie morbide, Annales médico-psychologiques[2] - 1894
- Suicides et crimes étranges, Paris, Société d'éditions scientifiques, 1899 (lire en ligne) - Réédition L'Harmattan, 2000  (ISBN 2-7384-8788-2)

## Source
- Pierre Morel : Dictionnaire biographique de la psychiatrie, Les empêcheurs de penser en rond, 1995  (ISBN 2908602687)